# Багге, Якоб
Якоб Багге (швед. Jakob Tordsson Bagge; 1502, Норвегия — 1577) — шведский адмирал и губернатор.

## Биография
Якоб Багге родился в 1502 году в Норвегии.
Отличился в 1534 году в междоусобной шведской войне и в 1540—1542 годах — в подавлении возмущения жителей провинции Смоланд против Густава Васы.
В войне с Россией в 1555 году он командовал шведской эскадрой, посланной в финские шхеры. В частности, в сентябре 1555 года во главе 5-тысячного корпуса, пытался захватить крепость Орешек, но простояв возле три недели, так и не добился успеха.
30 мая 1563 году, командуя шведским флотом, разбил датчан под командованием адмирала Брокенхузена у острова Борнхольм и взял у них 3 корабля, в том числе адмиральский. 11 сентября того же года он выдержал бой с датским флотом у острова Готланд, не имевший решительных результатов, a 31 мая 1564 года проиграл очень упорное сражение против союзного датско-любекского флота между островами Эланд и Готланд, при чём был взят в плен. Датчане возглавляемые Отто Руда в захватили очень крупный и сильный шведский флагманский корабль «Макалёс», на котором находился Якоб Багге. «Макалёс» имел 168 футов длины, 173 орудий и 800 человек экипажа (по другим данным, 107 пушек и 560 человек экипажа); накануне этого дня Багге удалось три раза предотвратить абордаж своего корабля тем, что он выставлял за борт длинные брусья.
Адмирал Яков Багге умер в 1577 году в городе Стокгольме.